# Sewickley
Sewickley är en kommun av typen borough i Allegheny County i Pennsylvania. Vid 2010 års folkräkning hade Sewickley 3 827 invånare.

## Kända personer från Sewickley
- Christa Harmotto, volleybollspelare